# Toolroom Knights
Toolroom Knights is een reeks remix-label-cd's. Artiesten als D. Ramirez, Dave Spoon, Mark Knight en de in Engeland woonachtige Nederlander Martijn ten Velden waren bij het eerste label betrokken. Later waren betrokken Gabriel & Dresden en Umek.

## Cd's
- Toolroom Knights Vol 1 - Mixed by Martijn ten Velden and Paul Harris
- Toolroom Knights Vol 2 - Mixed by Gabriel & Dresden
- Toolroom Knights Vol 3 - Mixed by Mark Knight
- Toolroom Knights Mixed By Umek
- Toolroom Miami 2011
- Toolroom Records Selector Series: 4

Genre: electro, minimal, progressive, techhouse.